# Creole Love Call (Nils Landgren-album)
Creole Love Call från 2005 är ett musikalbum av Nils Landgren och den amerikanske pianisten Joe Sample. Skivan spelades in i New Orleans några månader innan staden drabbades av orkanen Katrina.

## Låtlista
1. Get Out of My Life Woman (Allen Toussaint) – 4:17
2. (Sittin' On) The Dock of the Bay (Steve Copper/Otis Redding) – 4:33
3. Nightlife (Willie Nelson) – 4:35
4. Soul Shadows (Joe Sample/Will Jennings) – 5:17
5. The Brightest Smile in Town (Ray Charles/Barry de Vorzon/Bob Sherman) – 6:24
6. Don't Take Your Love to Hollywood (Joe Sample/Will Jennings) – 3:15
7. One Day I Fly Away (Joe Sample/Will Jennings) – 4:1
8. With You In Mind (Allen Toussaint) – 3:14
9. I Can't Get Enough of Your Love (Joe Sample) – 5:35
10. Love the One You're With (Stephen Stills) – 3:22
11. Same Old Story (Joe Sample/Will Jennings) – 4:40
12. Creole Love Call (Duke Ellington) – 2:53

## Medverkande
- Nils Landgren – sång, trombon
- Joe Sample – piano, elpiano, Fender Rhodes
- Ray Parker Jr. – gitarr, sång
- Chris Severin – bas
- Raymond Weber – trummor
- Lenny Castro – slagverk
- Charmaine Neville – sång (spår 8)